# Macintosh Portable
Macintosh Portable és un ordinador "Portable" dissenyat, fabricat i venut per Apple Computer, Inc. des de setembre de 1989 fins a octubre de 1991. És el primer Macintosh alimentat per bateries, que va obtenir una gran emoció per part de la crítica, però les vendes als clients van ser força baixes. Presentava una pantalla LCD de matriu activa monocroma ràpida, nítida i cara amb un disseny articulat que cobria el teclat quan la màquina no estava en ús. El Portable va ser un dels primers ordinadors portàtils que va utilitzar un panell de matriu activa; només el més car de la línia inicial PowerBook, el PowerBook 170, tenia aquest panell. La màquina va ser dissenyada per oferir un alt rendiment, a costa d'augmentar el preu i el pes. El Portable es va deixar de fabricar l'octubre de 1991.
El Portable té característiques similars a l' Atari STacy, una versió de l'ordinador Atari ST que tenia un teclat i un monitor integrats. Macintosh Portable pot executar Macintosh System 6.0.4 a System 7.5.5.

## Disseny
El punter era un trackball integrat que es podia treure i situar-se a banda i banda del teclat. Hi havia tres configuracions d'unitats disponibles per al Macintosh Portable: amb una unitat de disquet, amb dues unitats de disquet o amb un disc dur i una disquetera de 1,44 MB. La majoria de les unitats portàtils Macintosh es venien amb disc dur. Es tractava d'un Conner CP-3045 dissenyat a mida (conegut per Apple com "Hard Disk 40SC") amb 40 MB de dades, amb un consum molt baix en comparació amb la majoria de discs durs de la seva època i un connector SCSI propietari; Hi havia adaptadors que permetien utilitzar unitats SCSI estàndard amb el Portable, però molt cars. Amb 16 lliures (7,2 quilograms) i 4 polzades (10 centímetres) de gruix, el Portable era un ordinador portàtil pesat i voluminós. El principal contribuent al pes i volum del Portable va ser la seva bateria de plom-àcid.

## Problemes de pantalla
Malgrat la dramàtica millora en termes d'ergonomia que ofereix la capacitat de resposta, la nitidesa i la uniformitat del seu panell de matriu activa, un dels principals inconvenients del Portable era la poca llegibilitat en situacions de poca llum. En conseqüència, el febrer de 1991, Apple va introduir un Macintosh Portable retroil·luminat (model M5126). La funció de retroiluminació va ser una millora benvinguda, però va reduir la durada de la bateria a la meitat aproximadament. També es va oferir un kit d'actualització per al model anterior, que es connectava a la ranura d'expansió de la ROM. El "Portable" utilitzava una memòria SRAM cara en un esforç per maximitzar la durada de la bateria i per proporcionar un mode de repòs de baix consum "instantània". En el nou Portable retroil·luminat, Apple va canviar la memòria SRAM a la pseudo-SRAM menys costosa (però de més consum), que va reduir l'expansió total de la RAM a 8. MB, i va baixar el preu.

## Problemes de bateria
La bateria de plom-àcid del "Portable" no retroil·luminat ofereix fins a deu hores de temps d'ús, i el "Portable" consumeix la mateixa quantitat d'energia quan està apagat i quan està en mode de repòs. A diferència dels ordinadors portàtils posteriors d'Apple i altres fabricants, la bateria està connectada en sèrie amb la font d'alimentació de CA. No havent-hi una connexió directa alternativa possible a l'alimentació de CA, una bateria esgotada significava que l'ordinador no podia funcionar. La font d'alimentació original tenia una sortida molt baixa. Es van idear diverses solucions populars no autoritzades, inclosa l'ús d'una font d'alimentació de la sèrie PowerBook 100, que proporciona una sortida més alta. Igual que amb les bateries d'automòbil, les cèl·lules de plom-àcid segellades utilitzades al Portable fallaven si estaven completament descarregades. Les bateries ja no es fabriquen i és molt rar trobar una bateria original que aguanti una càrrega i permeti arrencar l'ordinador. És possible tornar a empaquetar la bateria amb cèl·lules noves o utilitzar l'alternativa 6 bateries V. Hi havia tres cèl·lules de plom-àcid dins de la bateria: cadascuna era fabricada per Gates Energy Products (ara EnerSys) i també s'utilitzaven en paquets de bateries Quantum 1 per a l'ús del flaix fotogràfic.

## Desenvolupament
Hi ha alguns indicis que els executius d'Apple en aquell moment, en particular, Jean-Louis Gassée, eren conscients dels problemes de disseny relacionats amb el Macintosh Portable. Aquests problemes, combinats amb problemes de subministrament de la pantalla de matriu activa recentment desenvolupada, van provocar nombrosos retards en el llançament de l'ordinador. Tot i que no es pot determinar quina era la data inicial de llançament interna prevista, una il·lustració d'AppleDesign representa prototips datats el 1986. Les dates de llançament anunciades oficialment inicialment indicaven que el Macintosh Portable estaria disponible el juny de 1988. El mateix Macintosh Portable també suggereix un llarg temps de desenvolupament amb un segell de la data de serigrafia de 1987 a la PCB del teclat de producció, cosa que indica que és probable que en aquell moment s'hagués determinat un disseny proper al final. L'ordinador, però, no es llançaria durant més de dos anys, amb la data final de llançament el 20 de setembre de 1989.

## Recepció
El llançament del producte Macintosh Portable es va celebrar a l' Amfiteatre Universal d' Universal City, Califòrnia, amb un cost estimat d'1 milió de dòlars amb més de 5.000 convidats. La reacció de la premsa va ser mixta, amb molts elogiant la pantalla LCD clara, però la majoria va evitar l'ordinador a causa de la seva mida, pes i alt cost, amb el Los Angeles Times afirmant "És massa gran, massa pesat i massa car". Altres van assenyalar que l'ordinador semblava endarrerit en comparació amb els ordinadors portàtils de la competència, afirmant que "Aquesta màquina hauria estat bé fa 12 o 18 mesos. Però avui no."
Apple havia previst vendes per primer any de 50.000 unitats, però l'ordinador només va generar vendes tènues de 10.000 unitats en el seu primer trimestre al mercat. Llavors Apple va reduir el preu del Macintosh Portable en 1.000 dòlars el 1990, només 7 mesos després del llançament, i va deixar de fabricar l'ordinador el 1991 amb el llançament del seu substitut, la sèrie PowerBook.

## El portàtil "Outbound"
El portàtil Outbound era un portàtil compatible amb Mac disponible durant el mateix període que el portàtil. Era significativament més petit, menys costós i més lleuger, però oferia una "twist" STN LCD molt menys sensible i un dispositiu apuntador menys ergonòmic. També estava restringit a 4 MB de RAM, a causa del requisit que els usuaris havien d'instal·lar un xip ROM des d'una màquina Apple com ara un Macintosh Plus.

## Cronologia
| Timeline de tots els Macintosh portàtils |
| ---------------------------------------- |
|                                          |